# Claudia Riera
Claudia Riera Bertrán (Andorra La Vieja, 22 de noviembre de 1995) es una actriz y modelo andorrana, conocida principalmente por interpretar a Alicia Bernal serie española original de Prime Video, El internado: Las Cumbres.

## Biografía
Empezó de pequeña a dar clases de teatro. Más tarde, estudió Artes escénicas en el Institut del Teatre de Barcelona.
Comenzó su trayectoria en el mundo de la interpretación participando en varios cortometrajes y obras teatrales. En 2019 fichó por la serie de TV3 Les de l'hoquei, interpretando a Gina Camps en la primera temporada de la serie. Dicho trabajo le dio gran repercusión tras la compra de la serie por parte de Netflix para emitirla a nivel mundial.
En 2020 participó como personaje principal en la serie de Fox Vis a vis: El oasis, como Triana Azcoitia. Además, estrenó su primer largometraje como actriz con la película La ofrenda, interpretando a Violeta, dirigida por Ventura Durall. Ese mismo año, se anunció su fichaje para la serie reboot de El internado, El internado: Las Cumbres, donde interpreta a Inés Mendoza. La serie, producción de la plataforma Prime Video, fue renovada por una segunda y tercera temporada, donde continuó con un papel protagonista.
En febrero de 2024 se estrenó la serie Jo Mai Mai en el canal público catalán TV3, que Riera protagoniza junto a Miki Núñez.

## Filmografía

### Cine
| Año  | Título                 | Rol           | Director       |
| ---- | ---------------------- | ------------- | -------------- |
| 2020 | La ofrenda             | Violeta joven | Ventura Durall |
| 2022 | La mesita del comedor  | Cristina      | Caye Casas     |
| 2023 | La niña de la comunión | Sonia         | Víctor García  |

### Televisión
| Año       | Título                    | Rol                                | Canal              | Notas                                        |
| --------- | ------------------------- | ---------------------------------- | ------------------ | -------------------------------------------- |
| 2019      | Les de l'hoquei           | Gina Camps                         | TV3/Netflix        | Elenco principal; 13 episodios (temporada 1) |
| 2020      | Vis a vis: El oasis       | Triana Azcoitia                    | Netflix            | Elenco principal; 8 episodios                |
| 2021-2023 | El internado: Las Cumbres | Inés Mendoza Vázquez/Alicia Bernal | Amazon Prime Video | Elenco principal; 22 episodios               |
| 2024      | Jo mai mai                | Mai                                | TV3                | Elenco principal; 8 episodios                |